# Oppuurs
Oppuurs är en ort i Belgien.   Den ligger i provinsen Antwerpen och regionen Flandern, i den centrala delen av landet, 25 km norr om huvudstaden Bryssel. Oppuurs ligger 5 meter över havet och antalet invånare är 2 028.
Terrängen runt Oppuurs är mycket platt. Runt Oppuurs är det tätbefolkat, med 476 invånare per kvadratkilometer.. Närmaste större samhälle är Mechelen, 17,0 km öster om Oppuurs. 
Omgivningarna runt Oppuurs är en mosaik av jordbruksmark och naturlig växtlighet.